# Sergej Bobrov
Sergej Bobrov (russisk: Сергей Валентинович Бобров ) (født 3. januar 1967 i Perm i Sovjetunionen) er en russisk filminstruktør og skuespiller.

## Filmografi
- Poslednij zaboj (Последний забой, 2006)[1][2]